# نیتتا یوشی‌سادا
نیتا یوشیسادا (به ژاپنی: 新田 義貞 Nitta Yoshisada); ۱ ژانویهٔ ۱۳۰۱ – ۱۷ اوت ۱۳۳۸) سامورایی در دوره نانبوکوچو اهل ژاپن بود. همسر او کوتو نو نایشی نام داشت.